# Papilio aristor
Espèce
Statut de conservation UICN

NT : Quasi menacé
Synonymes
- Heraclides aristor (Godart, 1819)

Papilio aristor est une espèce de lépidoptères (papillons) de la famille des Papilionidae. Cette espèce est endémique de l'île d'Hispaniola, dans les Caraïbes. 

## Systématique
L'espèce Papilio aristor a été décrite pour la première fois en 1819 par l'entomologiste français Jean-Baptiste Godart.

## Répartition
On retrouve l'espèce à Haïti et en République dominicaine, en basse altitude. Son aire de répartition est mal connue et est estimée à 56 km2.
L'espèce est considérée comme quasi menacée depuis 2019, son aire de répartition étant inférieure à 2 000 km2 et l'île d'Hispaniola connaissant une augmentation de l'activité agricole, de la culture du bois et des incendies qui peuvent menacer son habitat.